# Pol-e Alam
Pol-e Alam – stolica prowincji Logar w Afganistanie. Miasto usytuowane jest na głównej trasie drogowej z Kabulu na południe do Gardez i prowincji Chost przy granicy z Pakistanem. W 2021 roku liczyło prawie 122 tys. mieszkańców.